# Первомайська ГЕС
Первомайська ГЕС — гідроелектростанція, що розташована у місті Первомайськ Миколаївської області за 244 км від гирла річки Південний Буг. Входить до складу Первомайського гідровузла, який складається з водозливної греблі; паводкового водозливу; лівобережної земляної греблі; будівлі ГЕС.
На станції працює три генератори: № 1 потужністю 650 кВт (1925 рік — Німеччина), № 2 потужністю 1000 кВт (1925 рік — Німеччина), № 3 потужністю 1125 кВт (1949 рік — СРСР). Встановлена загальна потужність — 1770 кВт. Обсяг виробництва електроенергії за 2016 рік становив 2 916 тис. кВт·год.
У вересні 2016 року уряд України ухвалив рішення про приватизацію Первомайської ГЕС.

## Історія
До 1929 року всі потреби Первомайська в електроенергії забезпечувала дизельна електростанція. У квітні 1925 року було закладено фундамент майбутньої ГЕС. Будівництво станції тривало три роки. З Німеччини привезли два генератори. Урочисто відкрили Первомайську гідроелектростанцію 7 жовтня 1928 року. А запрацювала станція у 1929 році. У цей час це була найперша на Південному Бузі та найпотужніша в Україні гідроелектростанція. Під час Другої світової війни ГЕС зазнала суттєвих руйнувань, зокрема підірване машинне відділення. Відновлення станції почалось у 1948 році. Відновленню заважали паводки 1949 та 1950 років. У 1951 році Первомайська ГЕС знову запрацювала.